# 桑茶政策

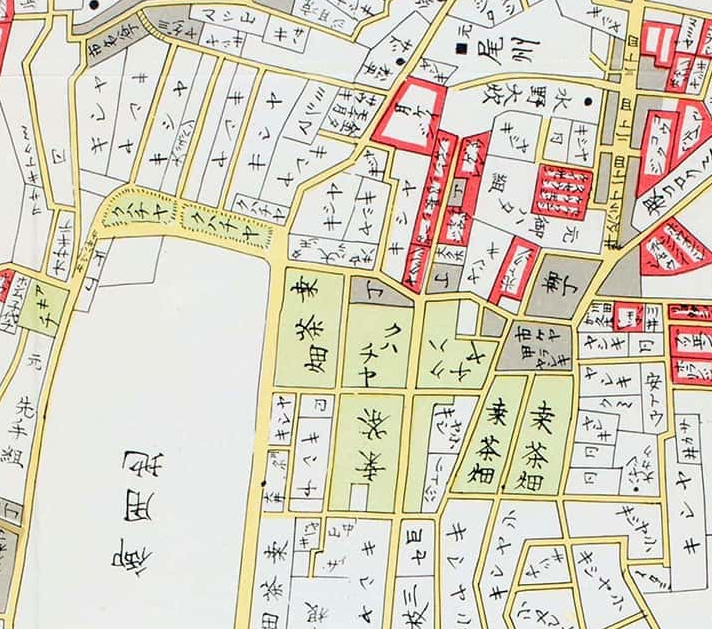
『東京大絵図』（明治4年刊行）より、市ヶ谷の旧尾張藩邸（現：防衛省）周辺。「クハチャ」「桑茶畑」の文字が見える。

桑茶政策（くわちゃせいさく）もしくは桑茶令（くわちゃれい）は、明治初期の東京でおこなわれた、新政府が接収した武家地を払下げもしくは貸与して、桑畑もしくは茶畑に転用しようとする政策である。
江戸は歴史的経緯から、都市面積の6割を武家地が占めていたが、明治元年（1868年）、これらの土地・屋敷の大部分は新政府により接収された。これらの武家地は政府官員の住居などとして活用されたが、一方で荒廃した土地も多くあった。初代東京府知事である大木喬任はこうした土地に桑・茶を植え付けることにより、市中の失業者対策および殖産興業に役立てようとした。
この政策により、武家地面積の約1割にあたる102万5207坪が農地として開墾されたものの、所期の成果はあがらなかった。一般に、桑茶政策は失敗した都市政策であると考えられているが、一方でこの政策を通し、東京の大部分を占めていた武家地は、経済活動の場として開かれるようになった。

## 背景

### 武家地の荒廃
近世城下町としての江戸の開発は、天正18年（1590年）の徳川家康の関東移封を契機としてはじまった。家康は江戸を居城の地と定め、麹町・神田台などの丘陵上に武家地を開いた。慶長5年（1600年）の関ヶ原の戦いを通し、徳川氏が日本の覇権を握ったのちは、江戸城周辺に大名邸が多く立ち並ぶようになった。慶長8年（1603年）に江戸幕府が成立し、江戸が日本の政治の中心都市となったこと、3代将軍・徳川家光の時代までに参勤交代が制度化されたことによって、江戸の人口は急速に拡大した。明暦3年（1657年）の大火以降、大規模火災が生じたときの避難地として下屋敷の整備が進んだこと、さらには旗本も格式に応じて屋敷を拝領したことによって、江戸の武家地の面積は拡大し、明治2年（1869年）の調査によれば、江戸の総面積1705万余坪のうち約6割が武家地であった。
慶応4年（1868年）、江戸の施政権が新政府軍に移ると（江戸開城）、新政府は諸侯に命じて、家族や臣下のうち江戸に居住するものを領国に戻させた。明治維新にともなう急速な社会の変動と彰義隊の乱による戦火、この引き払い令を通して、江戸に居住していた武士のほとんどが帰国した。同年7月、新政府は、帰順した旗本の屋敷を除いて、江戸においてそれまで武家および由緒ある町人に拝領していた土地をすべて接収する旨を布告した。また、8月には旗本の屋敷も含めた、「郭内」の屋敷すべてを接収し、東京に移住する新政府関係者が住む住居として確保した。また、郭外については土地のみを接収し、屋敷の処分は自由とした。
無人となった武家地の多くは荒廃し、明治元年7月には郭内の空き家に生える雑草を処理するための請負人が指定された。明治2年3月末の明治天皇再幸のころから、特に郭内の屋敷については政府官員の住居として活用されはじめ、重職に就くものでもその確保は難しくなっていたが、明治2年6月の調査によれば、依然として数千か所の接収地が草の生い茂る状態にあり、乞食のような者が住み着いていたり、行き倒れの死人があるような屋敷もあったという。
諸家当府屋敷追々引払い、御曲輪内明屋敷多いに相成り候に付き、道端等へ草生茂り、中には往還へ塵芥抔捨つる之有り候え共、掃除等いたし候もの之無く、宮様御在城、御曲輪内見苦敷、如何にも御失体之有りて、御威光にも拘り候儀と存じ奉る処、御曲輪内変死人取片付方等都て市政局へ御委任相成れば、私共に於いて見捨置き難き儀に御座候間、 裁判所用向申付置候番組人宿肝煎箔屋町豊蔵地借人宿政次郎へ草取り掃除受負の儀積書を差出させ、別紙の通申立、不相当の儀も御座無く候間、受負申付、早々草芥取らせ申すべきと存じ奉り候。—西尾遠江介・土方大一郎・陸原慎太郎、(川崎 1965, p. 70)

### 窮民の増加と開墾事業
都市の人口が急速に縮小したことによって、江戸には下級武士、武家屋敷の奉公人、武士に密着した職業に従事していたもの、あるいは都市に取り残された下層民といった窮民が多く生じていた。当時の当局者にとって、府下における確かな生業を持たない都市住民の存在はそれ自体が懸念の種であり、こうした住民に何らかの仕事を与えることが求められた。
現在の東京府下は人口が多いわりに仕事が少なく、また人びとが博打などに流れがちであるために困窮する状況にある。仕事がなければ人びとは一日の生活を送るのも困難なのであって、それに向けた方策として、府下の人口を減らすこと、また減らしたのちに（依然、府下に）残った人びとが従事する生業を増やすために桑茶園をおこすことが構想されている。そして、たとえば没収した武家地の半分をそれに当てれば、三万人あまりの手仕事が創出されるとの目算もなされている。—大木喬任、『三田麴町高輪三ケ所救育所ヲ設ケ救民ヲ撫育スル云々ノ意見書』要約、(松山 2019, p. 143)
こうした状況を解決するため、東京府は明治元年、下総国の相馬郡・千葉郡・葛飾郡・印旛郡に広がる原野である小金原に窮民を移住させ、開拓に従事させた（小金原開墾）。また、明治3年（1868年）には同様に、常陸国の鹿島郡と下総国香取郡両郡の境界地である下利根川寄州開墾事業が計画・実行された。6月には根室国の花咲郡・根室郡・野付郡が府下の失業者救済および生産業新興の目的のため、府の所轄におかれた。しかし、東京府による根室の経営は、成果のあがらないまま、10月9日に解消された。桑茶政策は東京府による窮民への授産事業であり、前述したような府外に窮民を送り出す政策と並行して実践された、郭内と郭外で貧富に応じて住民の居住を分離しようとする政策でもあった。

### 桑・茶の生産奨励
安政6年（1859年）の自由貿易開始にともない、生糸および茶は、当時の日本の主要な外貨獲得手段となった。それまで西陣をはじめとする国内の絹織物業地帯に供給されるのみであった生糸の市場は急激に拡大し、茶についても牧之原をはじめとした大規模な開墾事業がおこなわれた。養蚕のための飼料に用いられる桑と、茶の栽培は地味の適・不適に関係なく、全国的に奨励された。
初代東京府知事・大木喬任の出身地である肥前国佐賀藩においてもこれは同様であり、幕末期より鍋島直正が藩政改革をおこない、茶を主力とする産業育成と交易に取り組んでいた。こうした取り組みは、大木の施策にも影響を与えた可能性がある。

## 桑茶政策の実行と廃止

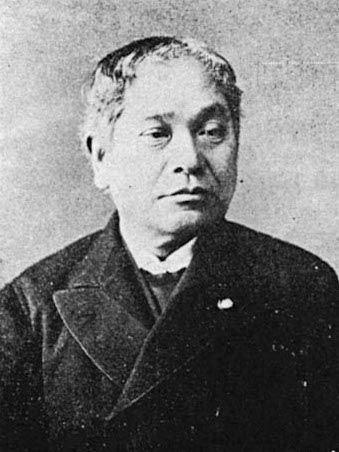
大木喬任。初代東京府知事であり、桑茶政策の立案・実行を主導した。

このような背景から、荒廃した武家地を農地として転用する計画を立てたのが、初代東京府知事の大木喬任である。大木は、武家地を農地に転用し、希望する者に貸し付けること、また、植え付ける作物としては、米麦などと比較して労力や経験を必要とせず、当時の日本の主要な輸出品目でもあった桑と茶を提案した。
この計画は実現し、明治2年（1869年）8月20日には東京府および日本政府より「桑茶令」が布告された。また、この政策を実行する機関として物産局が設立され、郭外の土地については入札による払下げがおこなわれることとなった。また、貸付けや払下げにより得た資金は、救貧院の設置をはじめとした都市下層民の救済事業に用いられた。

- 開拓の場所に植え付けるのは、桑茶の2種を専らとする。
- 桑茶植付を見込む者は、 身分に拘わらず場所を見立てて願い出れば入札の上地所を払下げる。
- 土地を受取った者は、4ヶ月以内に桑茶を植付けをし、他の作物を栽培してはならない。
- 畠地は畠税を納めること。 地所を引受けてから10ヶ月以内は無税とし、11ヶ月目から納税すること。
- 桑茶園は桑茶税を納めること。地所を引受けてから42ヶ月以内は無税し、 43ヶ月目から納税すること。
- 往来に面しているところは、 板垣、 生垣などで見苦しくないようにすること。
—桑茶令布告の要約、(野村 2000, p. 11)
しかし、明治2年の冬から翌年の春にかけてには、桑茶政策により植え付けられた桑・茶の7割から8割が枯死した。また、生産された桑・茶が輸出の軌道に乗ることはなかった。明治6年（1873年）の『東京府史料』には「府下方今往々製茶の業を作し、且茶店は自園の製茶を売る所の者は此の樹芸あるに拠ると雖も、桑樹あるを以て養蚕の業起るを未だ聞かざるなり」との記述がある。
東京の復興が次第に進みはじめたことにより、府内の土地の農園化は、都市としての東京が発展する支障となることが予期された。大木は8月22日に東京府知事の座を退いたのちも、府の御用掛として政治の実権を握っていたが、明治4年（1871年）2月にはこの職も退き、元老院議長となった。このことは、桑茶政策の事実上の終焉を意味した。3代東京府知事の由利公正は同年8月に植え付け作物の制限を解き、12月までに物産局の諸事業を廃止し、新たな首都としての東京の開発に邁進した。明治5年（1872年）にはこの政策により開墾された桑茶畑に地券が発行され、桑茶政策によって開墾された土地は他の一般の土地と同様の扱いとなった。

## 影響

### 評価
明治6年の調査によると、武家地面積の約1割にあたる102万5207坪が桑茶畑として開墾され、東京市街は「愛宕の山から東京みれば 桑茶と焼野の灰ばかり」と謡われた。また、この政策を通して、武家屋敷に残されていた多くの庭園が破壊された。立案者である大木本人が述懐するように、日本の都市計画史において、一般に桑茶政策は失敗であったと考えられている。
僕が参与から東京府知事の兼任を命ぜられた当時、第一に処置に困ったのは、旧大名及幕府旗下の邸宅であった。塀は頽れ、家は壊れて、寂寞たる有様、之が東京府の大部分を占めて居ったのである。僕は荒れ屋敷へ桑茶を植付けて、殖産興業の道を開かうと思った。今から思ふと馬鹿な考で、桑田変じて海と為ると云ふことはあるが、都会変じて桑田と為ると云うのだから、確に僕の大失敗であったに相違ない。—大木喬任、『奠都当時の東京』、(川崎 1965, p. 85)
一方で、桑茶政策は、それまで東京（江戸）の面積の多くを占めていた、武家以外は居住すら許されなかった地域を、経済活動の場へと変容させた。また、東京に残された武家地が桑茶政策を通し、適切な面積に分筆・再配分されたことは、その後の住宅地の形成に良好な影響をもたらした。片桐ほか (2008)は、桑茶政策による武家地の農園化が、近代東京における緑地の消失を食いとどめていたことを明らかにしている。

### 渋谷茶

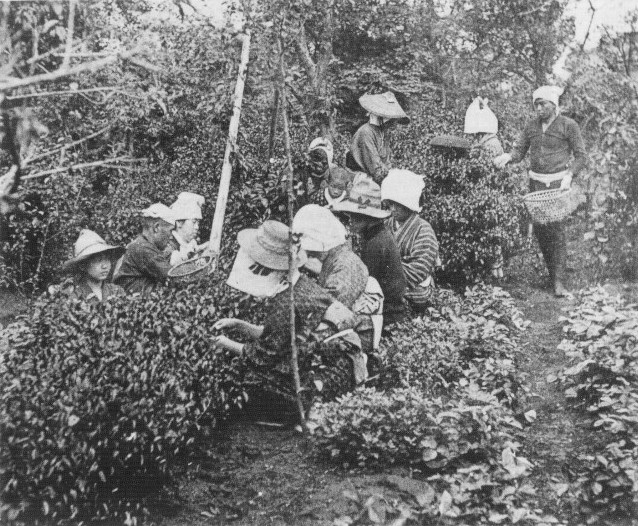
渋谷猿楽町・岩谷松平私邸の茶園。明治時代末期に撮影。

近世の渋谷は江戸を消費地とする近郊農業を主業とする農村であったが、江戸と接する東部地域には大名屋敷も多く築かれていた。渋谷では道玄坂を中心に、以前より製茶がおこなわれていたが、いずれも下級の茶あるいは番茶として消費されていたのみであった。桑茶政策に刺激されるかたちで、渋谷では積極的に茶産がおこなわれるようになり、これは「渋谷茶」として知られるようになった。
明治5年に紀州徳川家下屋敷の払い下げを受けた鍋島氏は、明治9年（1876年）に茶園の「松濤園」を開き、付近の農民を用いて大規模な製茶をおこなった。この茶園は、「松濤」の地名の由来となった。このほか宮益坂、代々木などでも茶園が開かれ、一時はこの地域で茶業に従事する者は3000人を超えたが、明治22年（1889年）に東海道線が全通し、東京に宇治茶が大量に輸入されるようになると、下火となった。令和元年（2019年）、伊藤園は松濤公園に現存していた渋谷茶の樹木を発見し、静岡県で栽培していた。同社は『幻の銘茶「渋谷茶」復活プロジェクト』を立ち上げ、渋谷茶の普及活動をおこなっている。